# Astragalus pseudotetrastichus
Astragalus pseudotetrastichus är en ärtväxtart som beskrevs av M.N.Abdull. Astragalus pseudotetrastichus ingår i släktet vedlar, och familjen ärtväxter. Inga underarter finns listade i Catalogue of Life.